# Basílica de She Shan
La Basílica de Nuestra Señora de She Shan (en chino tradicional, 佘山進敎之佑聖母大殿; en chino simplificado, 佘山进教之佑圣母大殿), es el santuario católico más importante de China y uno de los principales lugares de peregrinación cristiana de Asia. La basílica se encuentra en el distrito de Songjiang, al oeste del área metropolitana de la ciudad de Shanghái. 
El nombre She Shan deriva de un cerro al este de la ciudad donde se ubica esta basílica. A pesar de esto, el nombre original de la basílica es "Iglesia de la Santa Madre en China". Actualmente es la única Basílica menor que existe en China y está consagrada a Nuestra Señora la Virgen María Auxilio de los Cristianos, llamada popularmente "Nuestra Señora de She Shan".

## Historia
La primera iglesia edificada en la colina de She Shan fue construida en 1863, dicha colina se encuentra rodeada de un extenso bosque de bambú de gran importancia ecológica. Durante la Rebelión Taiping, los misioneros jesuitas compraron una parcela de tierra en la ladera sur de la colina, en el lugar en el que se encontraba un monasterio budista en ruinas. Se construyó un pequeño edificio como vivienda para los misioneros y una pequeña capilla, en donde se colocó una estatua de la Virgen María.
En junio de 1870, los disturbios en Tianjin llevó a la quema de iglesias. Los jesuitas de Shanghái rezaron ante la estatua de la Virgen y se comprometieron a construir una iglesia mayor en su honor, a cambio de su protección y de la salvación de la Diócesis de Shanghái de una persecución contra los cristianos. Posteriormente, ocurrido el milagro, comenzó la construcción de la nueva iglesia, todo el material tuvo que ser trasladado a la cima de la colina a mano y el nuevo santuario fue finalmente terminado dos años después. Este primer templo tenía forma de cruz, e incorporaba elementos arquitectónicos chinos y occidentales. En una terraza de diez columnas, delante de la puerta de la iglesia se colocaron ocho leones chinos de piedra. 
En 1894, fueron añadidos varios edificios auxiliares, entre ellos una capilla a medio camino de la colina, y tres santuarios dedicados al Sagrado Corazón de Jesús, la Virgen María y San José respectivamente. También se agregaron las Catorce Estaciones del Vía Crucis a lo largo de la ruta de acceso a la iglesia por la ladera de la colina. En 1925, la iglesia existente resultó ser insuficiente y estaba muy por detrás de otras iglesias de Shanghái en términos de tamaño y ornamentación. Por esta razón el templo fue demolido y reconstruido. Debido a que el sacerdote y arquitecto que dirigía la obra era muy estricto sobre la calidad de la construcción, el proyecto tardó diez años en terminar, y la iglesia no fue terminada hasta 1935. En 1942, el Papa Pío XII le otorgó al santuario mariano la dignidad de Basílica menor, siendo el primer y único templo católico en China en ostentar esta dignidad papal, posteriormente, en 1946, la Santa Sede coronó la imagen de la Virgen alzando al Niño Jesús que se encuentra en la cúspide de la torre de la basílica.
Después de la revolución comunista en 1949, la Basílica de She Shan sufrió graves daños durante la Revolución Cultural. Las vidrieras de la iglesia, las esculturas a lo largo de la Vía Dolorosa, la estatua de la cima de la torre del campanario, y varias obras fueron destruidas. Durante los primeros años de la persecución comunista, en la década de 1950, el obispo de Shanghái, Ignatius Kung Pin-Mei, fue en peregrinación con sus sacerdotes a She Shan. Cada uno hizo un voto solemne de fidelidad a la fe y a la Iglesia católica. Kung fue detenido y encarcelado durante más de 30 años y el Gobierno chino puso la basílica bajo el control de la Asociación Patriótica Católica China y de obispos chinos no reconocidos por la Santa Sede. La Asociación Patriótica no reconoce la autoridad del Papa sobre la Iglesia en China y ordena a sus propios obispos en colaboración con la cúpula comunista, no siendo estos autorizados por el Papa.
Tras el término de la Revolución Cultural, la basílica fue reparada de forma gradual. La estatua situada en el campanario fue reemplazada inicialmente con una sencilla cruz de hierro, hasta que más tarde se creó una réplica de la estatua original en el año 2000. El 24 de mayo de 2008, el Papa Benedicto XVI anunció que había compuesto una oración especial para la Virgen de She Shan en la cual pedía la paz en China.

## Disposición

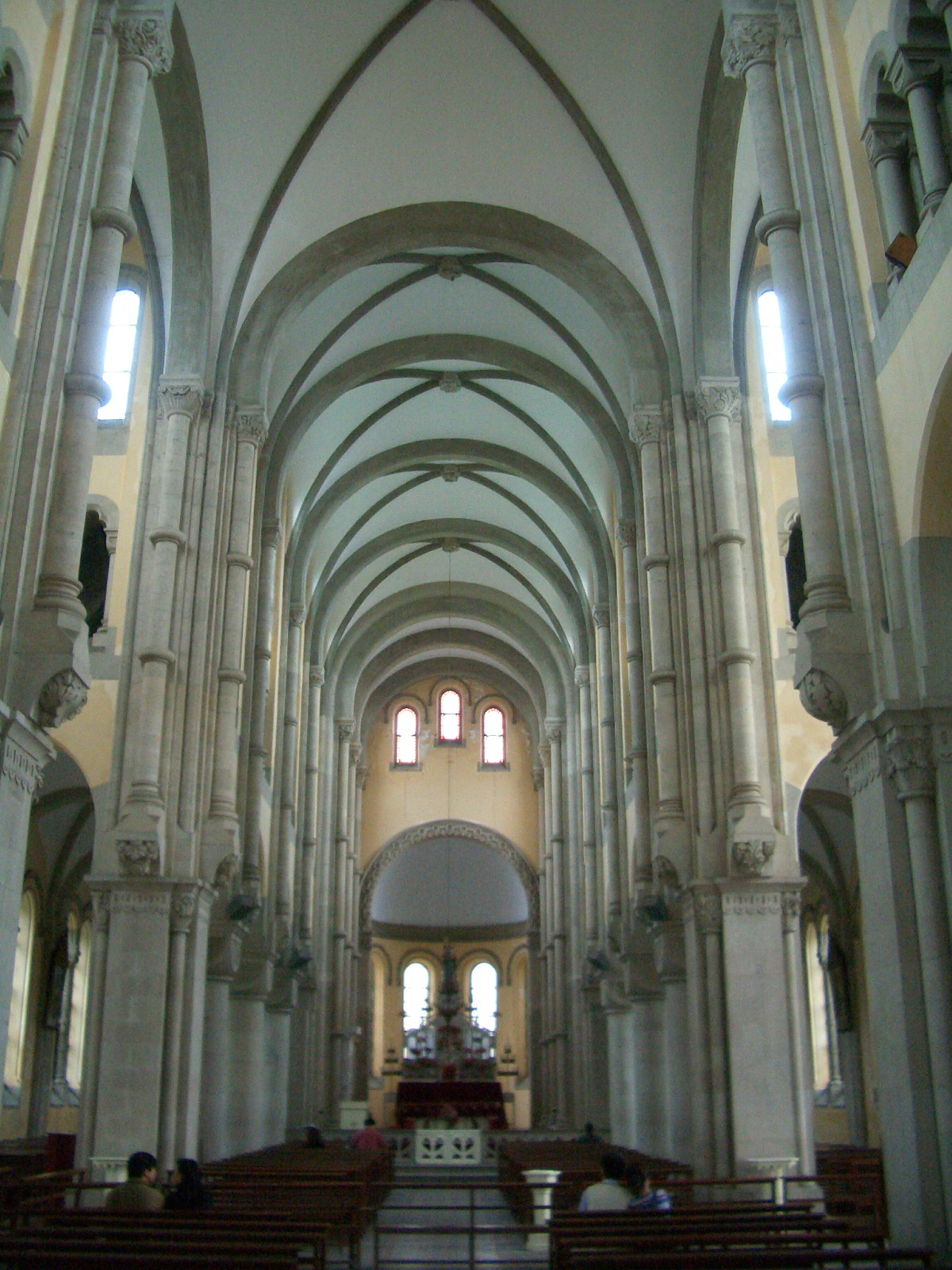
Interior de la basílica.

La basílica ocupa una superficie de una hectárea y tiene unos 20 metros de altura. Posee la clásica planta basílical con tres naves y planta en forma de cruz latina y de forma rectangular. La puerta principal se encuentra en el suroeste, aunque hay varias puertas laterales. La nave es de 55,81 metros de longitud y 24,68 metros de ancho. El techo está a 16,46 metros de altura, y la basílica tiene una capacidad para 3.000 fieles. 
El altar mayor se encuentra en el extremo oriental del templo y está construido en mármol con adornos de oro y jade. Este altar lo preside una pequeña imagen de María Auxiliadora, representada en su típica "iconografía occidental", aunque con rasgos faciales chinos, con su manto azul y rojo, el Niño en el brazo izquierdo y coronadas ambas imágenes con sendas coronas de oro. La Virgen lleva un cetro dorado en su mano derecha. El exterior del templo es principalmente de granito, y una parte del techo está cubierto de azulejos de colores de estilo chino.
La torre del campanario se encuentra en la esquina sureste, tiene una altura de 38 metros. En lo alto de esta torre se encuentra una estatua de la Virgen María alzando al Niño Jesús en alto, mientras éste se encuentra con los brazos extendidos, simulando a una gran cruz sobre China. A los pies de la Virgen aparece representada la cabeza de un dragón chino que simboliza al demonio, en total el conjunto mide 4,8 metros y está realizado en bronce. Muy cerca del santuario se encuentra el Observatorio Astronómico de Shanghái, este edificio fue construido por los jesuitas.

## Peregrinaciones

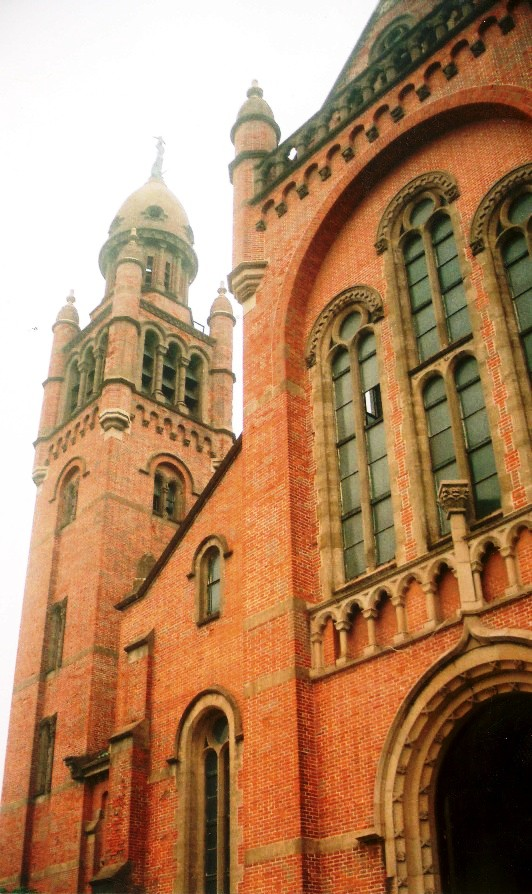
La basílica de nuestra señora de sheshan, shanghai.

En 1874, el Papa Pío IX declaró que los peregrinos que acudan a She Shan durante el mes de mayo (tradicionalmente el mes dedicado a la Virgen María) recibirían una indulgencia plenaria. Como resultado, peregrinos de todas partes de China se congregan en She Shan en mayo (sobre todo el 24 de mayo, día de María Auxilio de los Cristianos), en una práctica que continúa hasta nuestros días.
Cada mes de mayo, la basílica se convierte en destino para los miles de peregrinos que viajan a lo largo y ancho del país para hacer su peregrinación anual a She Shan, rezar el Santo Rosario en el Vía Crucis, y asistir a misa en el santuario. Tradicionalmente, muchos de los católicos chinos de la zona eran pescadores y hacían su peregrinación en barco. Esta tradición continúa entre los locales, con el resultado de que los arroyos de los alrededores de She Shan se llenan de barcos durante el mes de mayo. Durante estas peregrinaciones se sucede también la procesión de la imagen de la Virgen por los alrededores del templo, esta talla procesional es una réplica a menor escala de la que se encuentra en lo alto del campanario. 
En la actualidad, She Shan es el único sitio activo de peregrinación para los católicos en China y tiene la categoría de "Santuario Nacional". Sin embargo, la basílica aún está custodiada por la Asociación Patriótica Católica China, que es una organización controlada por el Gobierno Comunista y que muy habitualmente prohíbe las peregrinaciones a She Shan en mayo. Según la Santa Sede, en China hay entre 8 y 12 millones de católicos, divididos entre los pertenecientes a la Iglesia Patriótica y la clandestina, esta última, fiel a la Santa Sede y en ocasiones perseguida por el régimen.